# Baltische Weg

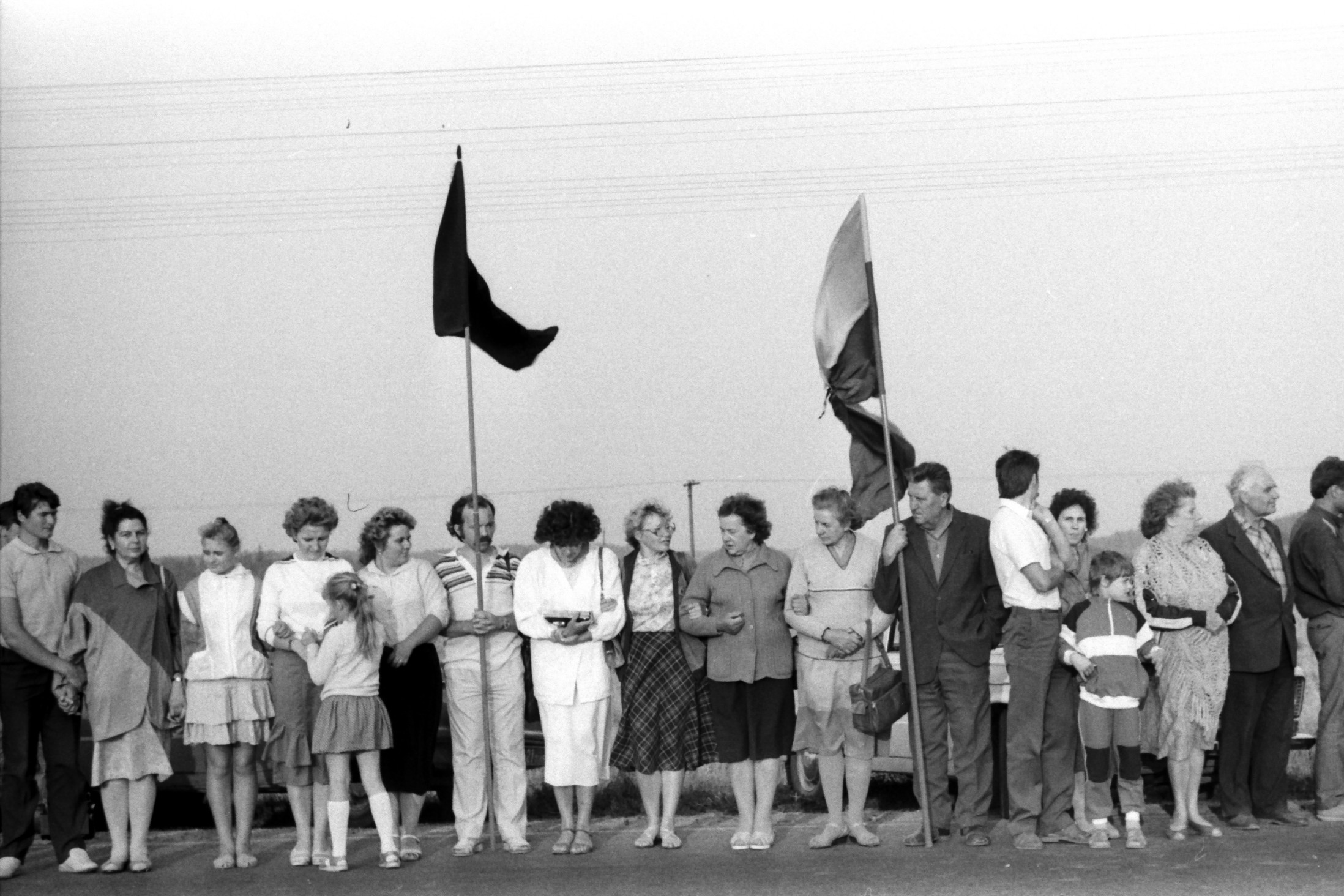
De Baltische Weg in Litouwen

De Baltische Weg of Baltische Keten (Estisch: ‘Balti kett’, Lets: ‘Baltijas ceļš’, Litouws: ‘Baltijos kelias’, Russisch: Балтийский путь) was een vreedzame demonstratie, die plaatsvond op 23 augustus 1989, tegelijkertijd in alle drie de Baltische landen: Estland, Letland en Litouwen. Ongeveer twee miljoen mensen (een kwart van de bevolking) vormden een menselijke keten van Tallinn via Riga naar Vilnius, een afstand van ca. 600 kilometer. Daarmee eisten de Esten, Letten en Litouwers onafhankelijkheid en protesteerden ze tegen het Molotov-Ribbentroppact, dat op die dag vijftig jaar geleden werd afgesloten. Dat pact was de aanleiding tot het verlies van de onafhankelijkheid van deze landen in 1940.
De Baltische Weg was de meest spectaculaire uiting van de zingende revolutie, een reeks vreedzame manifestaties die leidden tot herstel van de onafhankelijkheid van de drie Baltische landen.

## Voorgeschiedenis
Op 23 augustus 1939 sloten nazi-Duitsland en de Sovjet-Unie het Molotov-Ribbentroppact, ook wel het Hitler-Stalinpact genoemd. Het gepubliceerde deel leek alleen een niet-aanvalsverdrag, maar in een reeks geheime protocollen verdeelden zij Polen onder elkaar. Ook werd vastgelegd dat de Sovjet-Unie de vrije hand kreeg in de onafhankelijke landen Estland, Letland en Litouwen. Na het uitbreken van de Tweede Wereldoorlog in september 1939 eiste de Sovjet-Unie eerst het recht op om troepen te legeren in de Baltische landen. Omdat deze landen veel kleiner waren, konden ze weinig anders doen dan toegeven. In juni 1940 rukten nieuwe Sovjettroepen binnen, die samen met de troepen die er al waren de macht overnamen. Na schijnverkiezingen werden de Estische Socialistische Sovjetrepubliek, de Letse Socialistische Sovjetrepubliek en de Litouwse Socialistische Sovjetrepubliek in augustus 1940 tot de Sovjet-Unie toegelaten.
De geheime protocollen wezen verder nog een deel van Roemenië en Finland aan de Sovjet-Unie toe. In 1940 bezette de Sovjet-Unie ook een deel van Roemenië (dat ongeveer samenvalt met het huidige Moldavië), terwijl de Sovjet-Unie tussen 1939 en 1944 twee oorlogen tegen Finland voerde. Daarbij moest Finland grondgebied afstaan, onder andere de belangrijke stad Vyborg.
De Sovjet-Unie heeft jarenlang ontkend dat er ooit een geheim protocol is geweest. Pas op 24 december 1989 (vier maanden na de Baltische Weg) gaf de Sovjet-Unie officieel het bestaan van de protocollen toe. De tekst van de protocollen circuleerde toen overigens al in de Sovjet-Unie; die was in augustus 1988 gepubliceerd in de Estische krant Rahva Hääl. Wat de aansluiting van de Baltische landen bij de Sovjet-Unie betreft, heeft de Sovjet-Unie altijd volgehouden dat die vrijwillig was geweest. De opvolgerstaat Rusland zegt dat vandaag de dag nog.
In 1941 werden de Baltische landen veroverd door nazi-Duitsland. De nieuwe bezetter bleek niet van plan die landen hun onafhankelijkheid terug te geven. In 1944 kwamen de Sovjettroepen terug en verdreven de Duitsers (in een klein deel van Letland hielden die nog stand tot 9 mei 1945). Daarna kwam herstel van de onafhankelijkheid tot het eind van de jaren tachtig niet meer aan de orde.

## Ontstaan van onafhankelijkheidsbewegingen
Hoewel ze van de overheid wat anders te horen kregen, bleef bij de Balten steeds de opvatting leven dat ze in 1940 illegaal bezet waren door de Sovjet-Unie door het akkoord tussen Hitler en Stalin. Pas toen in het midden van de jaren tachtig Michail Gorbatsjov, secretaris-generaal van de Communistische Partij van de Sovjet-Unie, zijn campagne voor glasnost en perestrojka lanceerde, begonnen de Balten dat openlijk te zeggen. Al in 1987 gingen in de Baltische landen de eerste mensen de straat op om te protesteren tegen het Molotov-Ribbentroppact.
In 1988 ontstonden in alle drie de Baltische landen bewegingen om de campagne voor glasnost en perestrojka te steunen: Sąjūdis in Litouwen, Latvijas Tautas fronte in Letland en Rahvarinne in Estland. Al spoedig combineerden ze de steun voor glasnost en perestrojka met eigen eisen: een einde aan de bevoordeling van het Russisch boven de eigen talen, openheid over de periode van het stalinisme en publicatie van de volledige tekst van het Molotov-Ribbentroppact.
In Moskou bleek weinig steun te bestaan voor deze eisen en de bewegingen radicaliseerden. Begin 1989 trokken ze de conclusie uit de tekst van de geheime protocollen, waar nu iedereen kennis van kon nemen: de Baltische landen waren in 1940 illegaal bezet en alles wat er daarna was gebeurd, was juridisch gezien ongeldig. Vanaf dat moment eisten ze openlijk herstel van de onafhankelijkheid.
De bewegingen genoten brede steun onder de bevolking, vooral de autochtone bevolking. De etnische Russen die zich na 1940 in het Balticum hadden gevestigd, en in Litouwen ook een deel van de etnische Polen, waren doorgaans tegen onafhankelijkheid. Bijzonder was dat de communistische partijen van Estland en Litouwen braken met de Communistische Partij van de Sovjet-Unie en zich achter de onafhankelijkheidsbeweging opstelden.

## De plannen voor de Baltische Weg

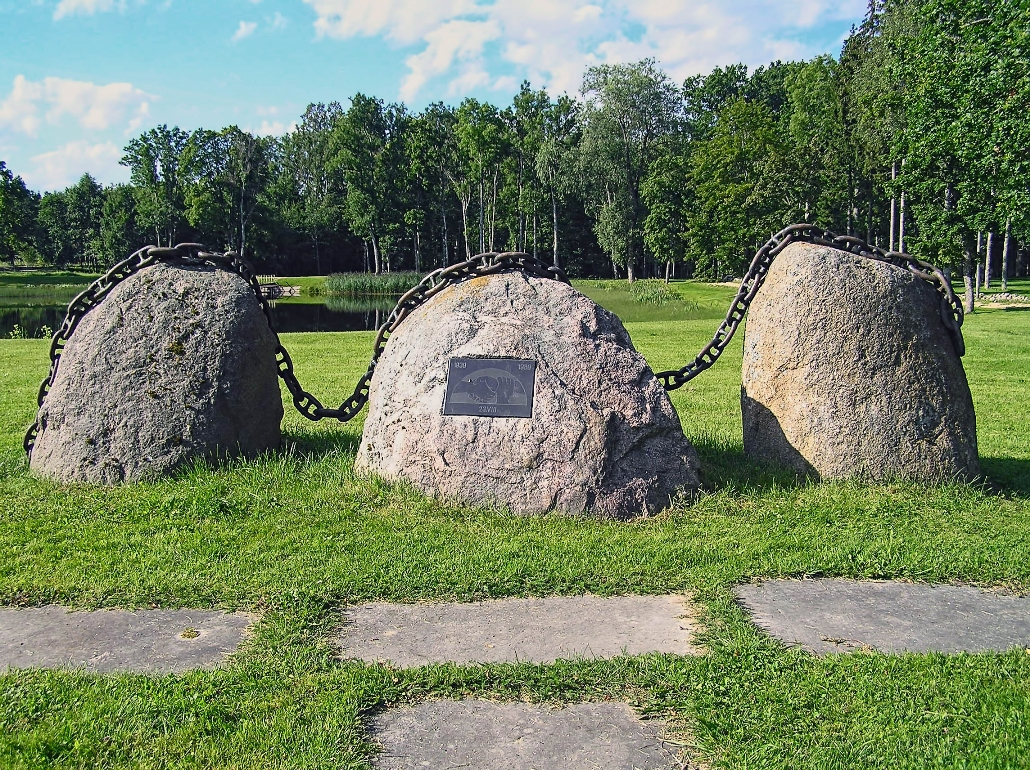
Monument voor de Baltische Weg in Käru, Estland

Al snel ontstonden er plannen om het vijftigjarig bestaan van het Molotov-Ribbentroppact, op 23 augustus 1989, te ‘vieren’. Het eerste plan was alle Balten in het zwart te kleden, alle lichten te doven en het verkeer op die dag stil te leggen. Het tweede plan was een menselijke keten te vormen van alle volken die slachtoffer waren geweest van het Pact: Roemenen, Polen, Litouwers, Letten, Esten en Finnen. Dit plan was niet te verwezenlijken. Roemenië grenst niet aan een van de andere gebieden. Er was toen nog een streng bewaakte grens tussen Polen en Litouwen. De ‘binnengrenzen’ in de Sovjet-Unie waren geen probleem, maar het water tussen Estland en Finland weer wel.
Het derde plan was een ‘levende muur’ om de Baltische landen van de Sovjet-Unie af te snijden. De grens tussen de Baltische landen en Rusland/Wit-Rusland is echter niet overal goed bereikbaar. Uiteindelijk kwam Sąjūdis met het voorstel voor een menselijke keten over de wegen van Vilnius via Riga naar Tallinn. Tijdens een bijeenkomst van Sąjūdis en de zusterorganisaties in Tallinn op 13 en 14 mei 1989 werd daarover overeenstemming bereikt.

## De organisatie
De organisatoren ontwierpen een scenario voor de menselijke keten. De route werd verdeeld in secties. De inwoners van steden en dorpen kregen een sectie toegewezen, zodat de keten nergens onderbroken zou worden. Sommige secties werden toegewezen aan organisaties of groepen mensen. Zo was de sectie vanaf de kathedraal van Vilnius tot aan de Groene Brug over de rivier Neris gereserveerd voor de mensen die tijdens de Sovjetbezetting van Litouwen naar Rusland waren gedeporteerd en later teruggekomen.
Er werden bussen gecharterd om die mensen naar hun plaats te brengen die niet op eigen gelegenheid konden komen. Sommige werkgevers stonden hun werknemers niet toe op 23 augustus (een woensdag) een vrije dag op te nemen, andere sponsorden de bussen juist. Estland maakte van de dag een officiële vrije dag.

## De dag zelf

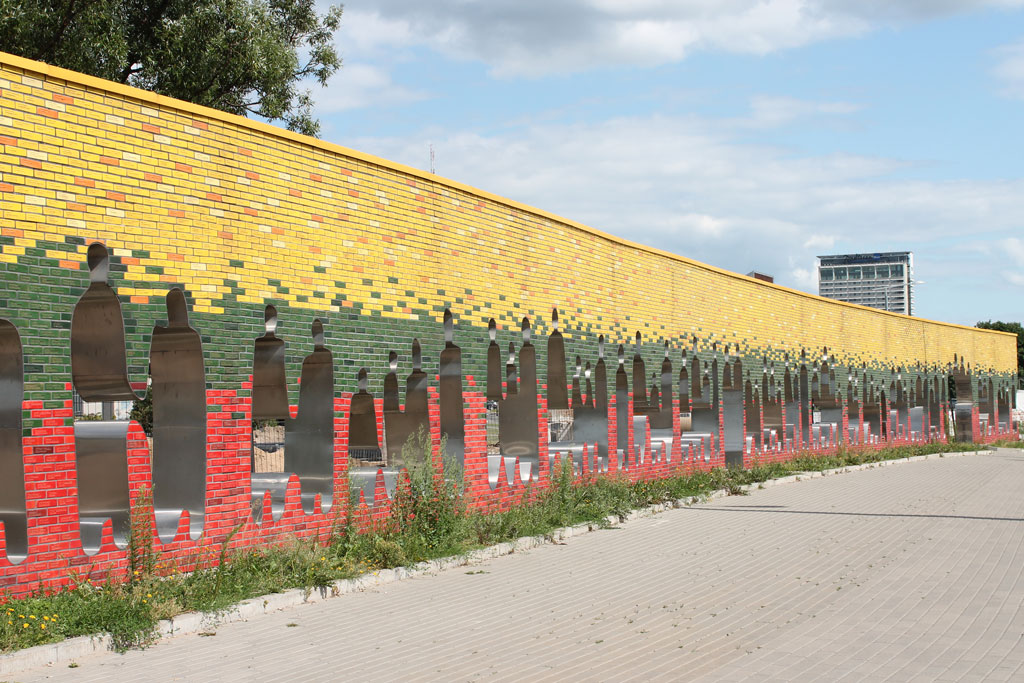
Monument voor de Baltische Weg in Vilnius

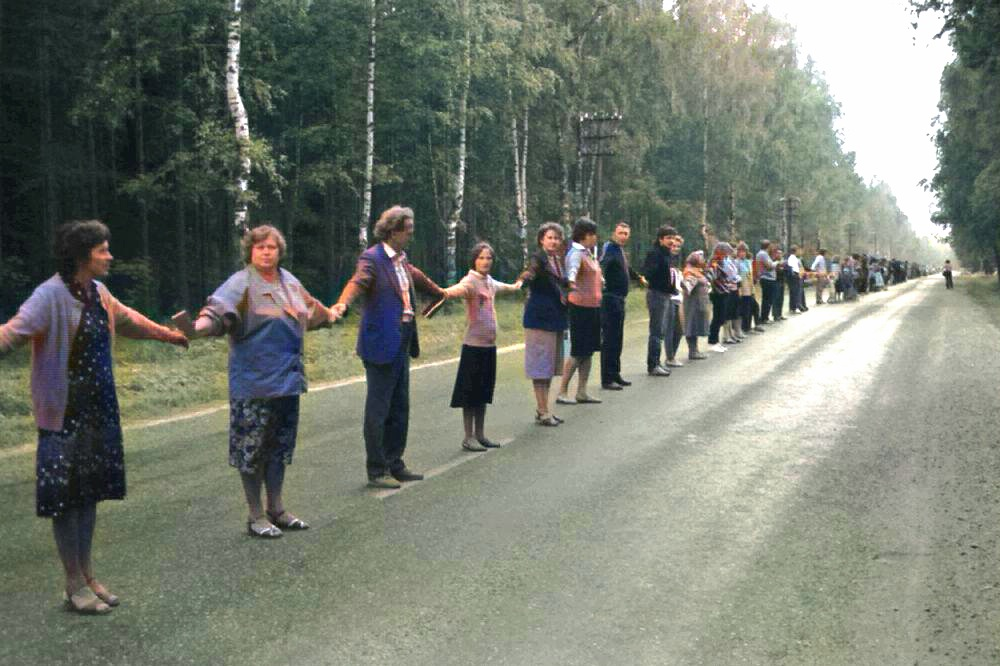
De Baltische Weg in Letland (foto ingekleurd)

Op 23 augustus 1989 verliep alles vlekkeloos. De route verbond de toren Lange Herman in Tallinn met de Gediminastoren in Vilnius. De mensen stroomden toe met duizenden tegelijk. Ze namen hun plaats in langs de wegen en in de bermen van de snelweg. Tegen de avond werd duidelijk dat niet iedereen die wilde meedoen, een plek in de keten zou kunnen vinden. Op sommige plaatsen waren te veel mensen en op de routes naar de Baltische Weg vormden zich files. Hier en daar werden dus zijketens vanaf de hoofdketen opgezet, zodat toch iedereen mee kon doen.
Om 19 uur gaven de mensen in de keten elkaar een hand. De drie Baltische landen waren verbonden. Een vliegtuig strooide bloemen uit over de keten. Het duurde een kwartier.
De dag werd afgesloten met bijeenkomsten bij de grenzen van de drie Baltische landen. Daar werd het Molotov-Ribbentroppact symbolisch ten grave gedragen, gevolgd door avondfeesten met vuurwerk. In Vilnius verzamelden zich 5000 mensen op het plein bij de kathedraal, waar ze kaarsen brandden en Tautiška giesmė zongen, het volkslied uit de tijd van de onafhankelijkheid. Op andere plaatsen droegen priesters een mis op of luidden de kerkklokken.
Volgens de meeste schattingen deden ca. twee miljoen mensen mee aan de manifestatie. De keten was 600 kilometer lang, met vertakkingen zo’n 650 kilometer. Daarmee was de Baltische Weg de grootste menselijke keten uit de geschiedenis, zowel wat lengte als wat aantal deelnemers betreft.
Op het Poesjkinplein in Moskou hielden een paar honderd mensen een solidariteitsdemonstratie. De demonstratie werd uiteengeslagen door de oproerpolitie en 75 mensen werden gearresteerd. In de Moldavische Socialistische Sovjetrepubliek (ook een creatie van Vjatsjeslav Molotov en Joachim von Ribbentrop) demonstreerden 13.000 mensen tegen het Pact. In Bonn demonstreerden geëmigreerde Balten en Duitse sympathisanten voor de ambassade van de Sovjet-Unie.

## Nasleep
De manifestatie kreeg in het buitenland veel publiciteit en leverde de Baltische volkeren veel sympathie op. President George H.W. Bush van de Verenigde Staten en premier Helmut Kohl van de Duitse Bondsrepubliek riepen op tot vreedzame hervormingen en uitten kritiek op het Molotov-Ribbentroppact. Heel anders waren de reacties in Moskou. Het Centraal Comité van de Communistische Partij van de Sovjet-Unie liet op 26 augustus 1989 in een verklaring weten: ‘Hier is een ernstige dreiging voor het lot van de Baltische volkeren. Deze volkeren horen te weten in welke afgrond hun nationalistische leiders hen proberen te duwen. Als die leiders hun doel bereiken, kunnen de mogelijke consequenties catastrofaal zijn voor deze naties. Ze zetten zelfs hun bestaan op het spel.’ In deze verklaring werd de Baltische Weg afgedaan als ‘nationalistische hysterie’, en werden de ‘arbeiders en boeren’ in de drie Sovjetrepublieken opgeroepen zich daartegen te weer te stellen. Het was geheel in lijn met deze verklaring dat de Sovjetautoriteiten het jaar daarop geweld gingen gebruiken om de onafhankelijkheidsbeweging de kop in te drukken.
De Baltische Weg heeft een impuls gegeven aan de onafhankelijkheidsbewegingen in de drie Baltische landen, al duurde het nog tot 11 maart 1990 voordat Litouwen als eerste van de drie zijn onafhankelijkheid herstelde (of volgens de officiële formulering: de staat van bezetting ophief) en tot september 1991 voor Estland, Letland en Litouwen weer als volwaardige staten meedraaiden in het internationale circuit.
De Catalaanse Weg van 11 september 2013, waarbij Catalanen een menselijke keten vormden om hun verlangen naar een onafhankelijk Catalonië onder de aandacht te brengen, was geïnspireerd door de Baltische Weg.
Precies 30 jaar na de Baltische weg (23 augustus 2019) werd een menselijke keten gemaakt in Hongkong als onderdeel van een vreedzaam protest tegen een wet die uitlevering van verdachten aan China mogelijk moest maken.